# جامعه‌مادگی
جامعه مادگی (به انگلیسی Sociomateriality) یک نظریه ساخته شده بر تقاطع فناوری، کار و سازمان است. این نظریه در تلاش برای درک «درهم تنیدگی برساختی (constitutive entanglement) عوامل اجتماعی و مادی در زندگی روزمره سازمانی است.» این نظریه نتیجه توجه به چگونگی در هم تنیدگی بدن انسان، ترتیبات فضایی، اشیاء فیزیکی و فناوری‌ها با زبان، تعامل و کردارهای سازماندهی است. به‌طور خاص این نظریه بررسی جنبه‌های جامعه مادگانه (sociomaterial) فناوری و سازمان را در دستورکار خود قرار داده‌است و همچنین بر محوریت مادیت در برساخت ارتباطی سازمان‌ها تأکید دارد. این نظریه راه جدیدی را برای مطالعه تکنولوژی در محل کار، عرضه می‌کند زیرا اجازه می‌دهد که محققان به مطالعه همزمان عوامل اجتماعی و مادی بپردازند.
این نظریه به مثابه میراث نظریه اقتضایی و نظریه ساخت یابی معرفی شد و حوزه سیستم‌های اطلاعاتی در مطالعات مدیریت معرف اصلی آن است. مقالات اولیه در این حوزه توسط واندا اوریلکوسکی نگاشته شده‌اند و نظریه ساخت یابی و نظریه کردار در آن‌ها پر رنگ تر است. اما مقالات کلیدی جامعه مادگی (sociomateriality) از کار متاخر اورلیکوسکی و سوزان اسکات نشأت می‌گیرد. مفهوم جامعه مادگی تمرکز بر روی روابط را از نظریه شبکه کنشگران(ANT) برونو لاتور (Bruno Latour) جان لاو (John Law) و علاوه بر این مخالفت دوانگاری کانتی سوژه و ابژه را از مطالعات فمینیستی کارن باراد و لوسی ساچمن اخذ کرده‌است. با تکیه بر کارن باراد جامعه مادگی، مفهوم رئالیسم عاملی را پیشنهاد می‌دهد. طبق نظر متی جونز جنبه‌های کلیدی جامعه مادگی شامل درک رابطه‌ای دنیا، مشاهده استفاده روزمره از فناوری در محل کار در کردارها و جدایی ناپذیری و تفکیک‌ناپذیری جامعه و ماده می‌شود.

## تاریخچه
هوبر (Huber) به یک نکته اساسی اشاره کرد که هرچه فناوری‌های جدید بیشتر مورد استفاده قرار بگیرند اثرات عمیق‌تری بر طراحی سازمانی و تصمیم‌گیری خواهند گذاشت. از دهه ۱۹۹۰ به بعد آن روشن بود که به دلیل تنوع فناوری‌های اطلاعات و ارتباطات که در محل کار مورد پذیرش قرار می‌گرفتند، پرداختن همزمان به جنبه‌های اجتماعی و مادیت در جوامع دانشگاهی با اهمیت بیشتری مورد توجه قرار خوهد گرفت. همان‌طور که باراد گفته، «زبان از نظر مادی مهم است. گفتمان از نظر مادی مهم است. فرهنگ از نظر مادی مهم است. اما احساس می‌شود که تنها چیزی است از نظر مادی مهم نیست خود ماده است.» این بیانیه انتقادی نماینده نه تنها نقطه تمرکز بسیاری از دانشمندان در این زمینه را آشکار می‌سازد بلکه آنچه را که آن‌ها از قلم انداخته‌اند را نیز بیان می‌کند: ماده یا مواد. در هدایت توجهات به سمت مواد نظریه جامعه مادگی ایجاد شد.
دانشمندان اولیه مانند جوآن وودوارد (Joan Woodward) و چارلز پرو (Charles Perrow) در مطالعات خود از یک نقطه نظر جبری پیروی می‌کردند و فکر می‌کردند که مادیت فناوری‌ها عامل واحد تغییرات سازمانی است. اولین نسل از پژوهش‌ها در سطح کلان و با سازمان به عنوان واحد تجزیه و تحلیل انجام می‌شدند. جریان‌های بعدی شروع به در نظر گرفتن افراد به مثابه واحد تحلیل کردند و بدین ترتیب بسیاری از جنبه‌های غیررسمی مطالعات سازمان نیز مدنظر قرار گرفتند. این موضوع ظهور جنبه‌های اجتماعی در مقالات علمی پیرامون فناوری سازمانی را رقم رد و عباراتی مانند استفاده از فناوری (technology-in use) و ترکیب «فنی اجتماعی» را وارد عرصه کرد. این جریان فکری یک نقطه نظر برساختگرا (constructivist) دارد. این دیدگاه معتقد است که ویژگی‌های ماده و فناوری چندان مهم نیست بلکه شیوه تفسیر فناوری از سوی مردم است که حائر اهمیت است. هر دو نگرش جبر فناورانه و برساخت گرایی در توصیف تصویر کامل از رابطه بین فناوری و سازمان بازمی‌مانند. سپس دانشمندانی مانند پوله (Poole) و دی سانتیس (DeSanctis)، منتیرو (Monteiro) و هانستس (Hanseth) و گریفیث (Griffith) شروع به هدایت توجهات به سمت ویژگی‌های مادی فناوری کردند. تنها پس از این بود که دیدگاه مادیت که بیان دیگر توجه به ویژگی‌های فیزیکی فناوری که عمل سازمانی را هدایت می‌کند مورد توجه قرار گرفت. اما استفاده صرف از مادیت در توصیف فناوری محل کار نمی‌تواند تصویر جامعی بدست بدهد.
لئوناردی (Leonardi) توضیح می‌دهد که دلایل وجود جامعه مادگی (sociomateriality) عبارتند از: (الف) که همه مادیت —همان‌طور که در بخش قبل توضیح داده شده— اجتماعی است از این جهت که در فرایندی اجتماعی خلق شده و در بافتارهای اجتماعی استفاده و تفسیر می‌شود و (ب) همه اقدامات اجتماعی به دلیل برخی از انواع مادیت ممکن می‌شوند(p.  32). ظهور اصطلاح جامعه مادگی (sociomateriality) نشانه‌ای از پیشرفت از مادیت در مسیری است که در آن این موضوع به رسمیت شناخته می‌شود که مادیت جهان اجتماعی را برمی سازد و جهان اجتماعی نیز بر مادیت فناوری اثرگذار است. در اینجا عبارت «اجتماعی» می‌تواند به نهادها، هنجارها و دیگر مقاصد انسانی اشاره کند.
با توجه به محبوبیت رو به رشد مادیت و جامعه مادگی در نظریه‌های مدیریت و سازمان (به عنوان مثال کارلی (Carlile)، نیکولینی (Nicolini)، لانگلی (Langley)، تسوکا (Tsoukas)، جارزابوسکی (Jarzabkowski)، اسپی و اسمت (Spee & Smets)، لئوناردی (Leonardi) و بارلی (Barley)) جامعه مادگی تبدیل به «مد روز» برای نظریه پردازان و محققان در زمینه‌های دیگر مانند ارتباطات سازمانی شده‌است. دلیل آن این است که یک درک عمیق‌تر از بافتار و روابط و عواملی که رفتار انسانی را سازماندهی، شکل و تغییر می‌دهد به دست می‌دهد.
به‌طور سنتی، مفاهیم مورد استفاده در مطالعه استفاده از فناوری در محل کار از پیشرفت‌های فلسفه و جامعه‌شناسی از قبیل نظریه اقتضایی، نظریه ساخت یابی و شبکه کنشگران استفاده می‌کنند. اما جامعه مادگی اولین مفهوم توسعه یافته در درون رشته سیستم‌های اطلاعاتی (IS) به عنوان بخشی از نظریات سازمان و مدیریت است. این طور بیان شده‌است که جامعه مادگی مد جدید حوزه سیستم‌های اطلاعاتی است. باراد توضیح می‌دهد که بازیگران انسانی و اشیاء فن آورانه در ترکیب های(assemblages) جامعه مادگانه قابل درک هستند. این ترکیب‌ها نتیجه برش‌های عاملی(agential cuts) هستند که مرز اشیاء را در عوامل تثبیت شده موقتی متحول می‌کنند.

## رویکردها و روش‌ها در ادبیات موجود
اورلیکوسکی جامعه مادگی را با استفاده از مطالعه موردی استفاده از کارمندان معتاد به بلکبری یک شرکت و اثرات الگوریتم رتبه صفحات گوگل در شیوه پژوهش مورد بررسی قرار داد. از طریق مصاحبه و تحقیق شخصی او نمودآوری می‌کند که کردارهای جامعه مادگانه چطور در درون و بیرون محیط کار شکل می‌گیرند و چگونه این کردارها پذیرفته می‌شوند.
اورلیکوسکی و اسکات مقاله‌ای تشریحی با هدف کاهش شکاف نظری مطالعات سازمان و نشریات علمی پژوهشی مدیریت با بررسی مطالعات نقادانه پیرامون فناوری قبل از ارائه جامعه مادگی به عنوان جریان سوم دو جریان تحقیقاتی را شناسایی کردند. آن‌ها با بررسی و تمرکز روی کار چندین محقق طی سه دهه هر دو جریان مطالعاتی را بررسی کردند. نتیجه تحقیق آن‌ها یک فراخوان متفرکانه به اقدام از سوی محققان است چرا که با وجودی که فناوری در سازمان‌ها حضوری همه‌جانبه دارد خود فناوری بسیار کم مورد توجه قرار گرفته بود.
لئوناردی (Leonardi) انحراف و همراستایی ویژگی‌های مادی فناوری و تعاملات اجتماعی را بررسی کرد. مقاله او بدون اینکه نقش عامل انسانی را از قلم بیندازد فهم اینکه فناوری‌ها در محل کار (سازمان) چگونه پیاده‌سازی می‌شود را ممکن می‌سازد. از طریق استفاده و تعامل با فناوری‌ها ساختارهای سازمانی جدید یا حداقل لایه‌ای جدید بر ساختارها یا هنجارهای از پیش موجود افزوده می‌شود.
کونتراکتور (Contractor)، مونگه (Monge) و لئوناردی (Leonardi) از جامعه مادگی به همراه با نظریه کنشگران شبکه استفاده کردند و یک نوع‌شناسی ایجاد کردند که فناوری را وارد مطالعات شبکه‌ای می‌کند.
ادبیات موجود در حال حاضر در فهم مسائلی بزرگ کمک می‌کنند. مسائلی مانند اینکه چه مصالحه‌هایی در کردارهای جامعه مادگانه رخ می‌دهد و ارزش‌های سازمانی و ادغام فرایندهای جدید در سازمان‌ها به دلیل وابستگی‌های فناورانه چه صورت رخ می‌دهد؟

## ادبیات مرتبط و جهت‌های آینده
حتی در ادبیات مطالعات سازمان عموماً ایده‌ها و مسائل جامعه مادگی به اندازه کافی بررسی نشده‌اند (این نشانگر نیاز به مطالعات بیشتر که تنها از لنز جامعه مادگی صورت بگیرند است). برای مثال کتاب کاترین تورکو (Catherine Turco) «بنگاه مکالمه‌ای: بازاندیشی بوروکراسی در عصر رسانه‌های اجتماعی» در مورد تحول بنگاه سنتی به بنگاه غیرسلسله مراتبی تر، فناوری ران و اجتماعی تر«بنگاه مکالمه‌ای » نگاشته شده‌است. مباحث ارائه شده در کتاب (از نرم‌افزار ارتباطات برخط تا فضای اداری) ذاتاً مربوط به کردارها جامعه مادگی در محل کار است. ببیشتر موفقیت و حتی شکست یک بنگاه در ارتباط میان کارمندان، محیطشان و فناوری ای که برای ارتباطات استفاده می‌کنند نهفته‌است. این کردارها مادی نه تنها شیوه وقوع ارتباطات درون بنگاه را تغییر می‌دهد بلکه نحوه برخود کارمندان خارج از دفتر و محیط اداری را هم تغییر می‌دهد. روایت قوم نگارانه تورکو از این بنگاه تحقیق پیرامون همین تمایز (بین فناوری و فرایند سازماندهی در سازمان) که جامعه مادگی در پی پل زدن میان آنهاست را برمی‌انگیزد.
نظریه پردازن فناوری خارج از حوزه مطالعه سازمان از قبیل شری تورکل (Sherry Turkle) کتاب‌هایی نگاشته‌اند که شای به صورت مستقیم به موضوع جامعه مادگی نپردازد اما این موضوع در افق دید آن هست. دوکتاب تورکل بر دهش‌ها (affordances)، محدودیت‌ها و اثرات منفی عصر رسانه اجتماعی بر گفتگو تعاملات انسانی تمرکز دارد. ویلیام میچل در کتاب خود پیشنهاد می‌دهد جدایی حکمی (trial separation) بیت (کوچک‌ترین واحد داده) و اتم (کوچکترین واحد تشکیل دهنده یک مادهٔ ساده) پایان یافته‌است. با سرعتی رو به افزایش وقایع فضای فیزیکی، وقایع فضای مجازی را بازتاب می‌دهند (و بلعکس) و وضعیت تمدنی جدیدی را شکل داده‌اند (وضعیتی که در آن در همتنیدگی شبکه همه گاهی و بی‌بدیل شده‌است).
از چنان کارهایی استنباط می‌شود که رویکرد قوم نگارانه به فهم کردارهای جامعه مادگانه یک گام رو به جلو در رشته‌است که می‌تواند طی سال‌های آتی که سازمان‌ها در حال تغییر و تحول به واسطه فناوری‌های جدید هستند مطالعات تجربی کیفی بسیاری را با ماهیت اینچنینی شکل بدهد. بدون جریان تحقیقاتی روشن پیرامون جامعه مادگی بی شک فهم اندگی از اینکه کار «چگونه به کار می‌افتد (made to work)» وجود خواهد داشت. بی شک تلاش‌های این نویسندگان تحقیقات برای فهم رابطه جدایی ناپذیر جامعه مادگانه میان انسان و فناوری به شکل‌گیری افق‌های جدیدی در نظریات سازمان و مدیریت منجر خواهد شد.